# Игнатий II
Игнатий е православен духовник, охридски архиепископ около 1675 година.
Сведенията за архиепископ Игнатий са оскъдни. Известно е, че той ръкополага за митрополит на Гребена бъдещия охридски архиепископ Теофан, което става между 1673 и 1676 година. В документа от 1676 година, с който Теофан е отстранен от архиепископската катедра, бившият архиепископ Игнатий е определен като прост и без опит в църковните работи.